# Porto Seguro Conecta
A Porto Seguro Conecta foi uma operadora de telefonia móvel brasileira, a primeira do país a adotar o modelo de operadora móvel com rede virtual (MVNO, na sigla em inglês), pertence ao grupo Porto Seguro.
A aprovação do regulamento da Anatel que autoriza operadores virtuais móveis foi realizada em 2010.
Em outubro de 2018, torna-se público o encerramento da Porto Seguro Conecta, com os clientes de sua base sendo absorvidos pela TIM.